# John Gilligan (cầu thủ bóng đá)
John Gilligan (sinh ngày 2 tháng 5 năm 1957 ở Abingdon, Oxfordshire) là một cựu cầu thủ bóng đá người Anh thi đấu ở vị trí tiền vệ ở Football League cho Swindon Town, Huddersfield Town và Northampton Town, và ở Ireland cho Sligo Rovers.